# 虚逍遥蛛
虚逍遥蛛（学名：Philodromus fallax）为逍遥蛛科逍遥蛛属的动物。分布于欧洲以及中国大陆的内蒙古、新疆等地，常生活于草丛、农田，包括麦、棉田以及水渠边草丛中。该物种的模式产地在欧洲。